# 중체서용
중체서용(中體西用)는 19세기 후반 청나라 말기에 전개된 양무운동의 슬로건이다. 중체(中體)는 중국의 몸통(中體)으로, 서양을 이용한다(西用)를 의미한다. 즉, 부국강병을 위해 중국의 전통체제를 유지한 채, 서양의 기술만을 받아들이자“는 것으로, 변법자강운동과 비교된다. 제2차 아편 전쟁 이후 1861년 쓰여진 풍계분의 《교빈려항의》(校邠廬抗議)에서 최초로 주창한 내용이다.

## 개요
‘체’(體)는 ‘본체’, ‘용’(用)은 ‘곁가지’를 의미하는 중국의 유교를 중심으로 하는 전통적인 학문과 제도를 주체로 하고, 부국강병의 수단으로 서양의 기술 문명을 이용해야 한다고 주장했다. 1840년에 발생한 아편 전쟁, 이어진 1857년의 제2차 아편 전쟁에서 청나라가 서구 제국에 패배한 것을 계기로 청나라의 한족 관료를 중심으로 국내의 기술 혁신을 추진해야 한다는 의견이 강해졌다.
그러나 그들은 절대 권력을 가진 황제의 지배 체제나 유교적 색채가 강한 기존의 가치관은 정통성과 우위성을 가졌다고 생각했다. 그 결과 청나라는 기술만 도입하여 군사력 강화가 가능하다고 생각하고 많은 현대식 시설을 건설했다. 그러나 헌법 제정으로 입헌군주제를 도입하고, 제도 자체를 서구화한 일본에게 1894년 청일 전쟁에서 대패하자, ‘중체서용론’에 근거한 양무운동에 한계가 드러났다.
이후 청나라의 개혁파 관료가 스스로의 손으로 정치체제 개혁을 감행한 변법자강 운동과 청나라 자체를 타도하겠다는 손문 등의 혁명명명명명명며연명명명명명명 운동으로 급진화되어 갔다.

## 같이 보기
- 변법자강 운동
- 양무 운동
- 개혁개방

## 참고서적
- Li, Lin (2012), "Disciplinization of History Education in Modern China: A Study of History Education in the Imperial University of Peking (1898-1911)", Creative Education, vol. 3 no. 4.